# Championnats du monde de snooker 1964-1968
Navigation
Édition précédente Édition suivante
Les championnats du monde de snooker de 1964 à 1968 sont une série de matchs de snooker disputés entre 1964 et 1968. Après la disparition, en 1957, des championnats du monde, Rex Williams, un joueur de snooker, tente de redonner vie à une discipline en mal de popularité. Il contacte John Pulman, champion du monde en titre, et Fred Davis, huit fois champion du monde, qui n'avait pas défendu son titre en 1957.
Comme en boxe anglaise, le vainqueur du match est désigné champion du monde, et remet son titre en jeu contre un unique adversaire. Au cours de ces quatre années, John Pulman a acquis son titre et l'a défendu avec succès à six reprises, obtenant donc un total de sept titres, jusqu'à ce que les championnats du monde reprennent la formule classique d'un tournoi à élimination directe. Ces titres, bien qu'officiels, ont une valeur contestable par rapport aux titres obtenus en tournoi, du fait qu'il fallait une seule victoire pour obtenir le titre. Pulman, par ailleurs, n'a plus obtenu de victoire après 1968.

## Palmarès
| Année | Vainqueur   | Score   | Challenger        | Lieu           |
| ----- | ----------- | ------- | ----------------- | -------------- |
| 1964  | John Pulman | 19 - 16 | Fred Davis        | Londres        |
| 1964  | John Pulman | 40 - 33 | Rex Williams      | Londres        |
| 1965  | John Pulman | 37 - 36 | Fred Davis        | Londres        |
| 1965  | John Pulman | 25 - 22 | Rex Williams      | Afrique du Sud |
| 1965  | John Pulman | 39 - 12 | Fred Van Rensburg | Afrique du Sud |
| 1966  | John Pulman | 5 - 2   | Fred Davis        | Liverpool      |
| 1968  | John Pulman | 39 - 34 | Eddie Charlton    | Bolton         |